# 九州技術教育専門学校
九州技術教育専門学校（きゅうしゅうぎじゅつきょういくせんもんがっこう）は、熊本県人吉市と熊本市に学校を置く専門学校。略称「KTEC」「九州技専」。
コンピュータ技術をベースとした情報処理システム・組込みシステム・CGデザイン・医療情報・医療事務の分野で活躍する人材を育成・輩出している。
毎年多くの検定試験合格実績を持ち、特に情報処理技術者国家試験（基本情報技術者試験等）には力を入れており、県下専門学校内でも常に上位の成績を上げている。TOPPERSプロジェクトの特別会員になっている。

## 沿革
- 1954年（昭和29年）- 赤山講師養成所として創設。
- 1961年（昭和36年）- 熊本県知事認可、人吉女子専門学校となる。
- 1962年（昭和37年）- 付属高等課程付設（中卒入学：3年制）、校舎完成（3階建）。
- 1969年（昭和44年）- 県バレーボール大会初優勝、県卓球大会団体初優勝。
- 1973年（昭和48年）- 全日本6人制バレーボール総合女子大会出場（県代表）。
- 1976年（昭和51年）- 熊本県で最初の専修学校認可校となる。家政専門課程被服学科、家政高等過程被服学科設置。
- 1985年（昭和60年）- 専門課程（2年制）卒業者に、人事院規則8-18に定める短大卒業者と同等の資格が認められ、国家公務員採用II種試験の受験資格取得。
- 1986年（昭和61年）- 工業専門課程情報処理科、コンピュータ秘書科設置。
- 1986年（昭和61年）- 九州技術教育専門学校に名称変更。
- 1990年（平成2年）- 新特別校舎完成（4階建）。
- 1991年（平成3年）- 学校法人赤山学園に設置者変更認可、学科名変更（工業専門課程は情報システム科、情報処理秘書科、家政専門課程はファッションデザイン科となる。
- 1995年（平成7年）- 文部大臣認定「専門士」称号付与校となる。
- 1999年（平成11年）- 大学編入学資格施行。
- 2000年（平成12年）- 情報処理活用能力検定、全国一位にて文部大臣賞受賞。
- 2004年（平成16年）- 創立50周年記念学園祭、創立50周年記念式典開催。
- 2005年（平成17年）- 熊本市細工町に「熊本校」を開校（4階建）。
- 2006年（平成18年）- サーティファイグランプリ2006デジタルアート部門最優秀賞。
- 2008年（平成20年）- 学科名変更（総合情報マルチメディア科を情報システム工学科、マルチメディア科をCGデザイン学科、情報処理秘書科を医療情報学科に）。
- 2016年（平成28年）-熊本校に高等課程（情報システム科）を設置

## 設置学科

### 専門課程
- 情報システム工学科 - 情報システムコース、組込みシステムコース
- 情報ビジネス学科 - Webビジネスコース
- 医療情報学科 - 情報医療秘書コース

### 高等課程
- 情報システム科

## 取得できる免許・資格
- 情報処理系検定試験
  - 情報処理技術者国家試験 - 応用情報技術者試験/基本情報技術者試験
  - ITパスポート試験
  - 情報検定 - 情報システム試験/情報活用試験/情報デザイン試験
  - C言語検定
  - コンピュータサービス技能評価試験 - データベース部門/表計算部門/ワープロ部門
- CG系検定試験
  - CG検定
  - マルチメディア検定
  - Illustratorクリエイター能力認定試験
  - Photoshopクリエイター能力認定試験
  - Webクリエイター能力認定試験
  - Flashクリエイター能力認定試験
  - 情報デザイン試験
- 医療系検定試験
  - 医療情報技師検定
  - 医療秘書技能検定
  - 医療事務管理士試験
  - 医療事務技能審査試験
  - 医事コンピュータ
- その他検定試験
  - ビジネス能力検定
  - 秘書技能検定
  - 日商簿記検定
  - 会計ソフト実務能力試験
  - 実用英語技能検定
  - 日本漢字能力検定